# Pyrrhidium sanguineum
Genre
Espèce
Pyrrhidium sanguineum communément appelé "Callidie sanguine" ou encore "Callidie rouge-sang" est une espèce d'insectes coléoptères xylophages de la famille des longicornes (Cerambycidae). C'est la seule espèce de son genre Pyrrhidium (monotypique).
L'espèce est bien présente en Europe.

## Description

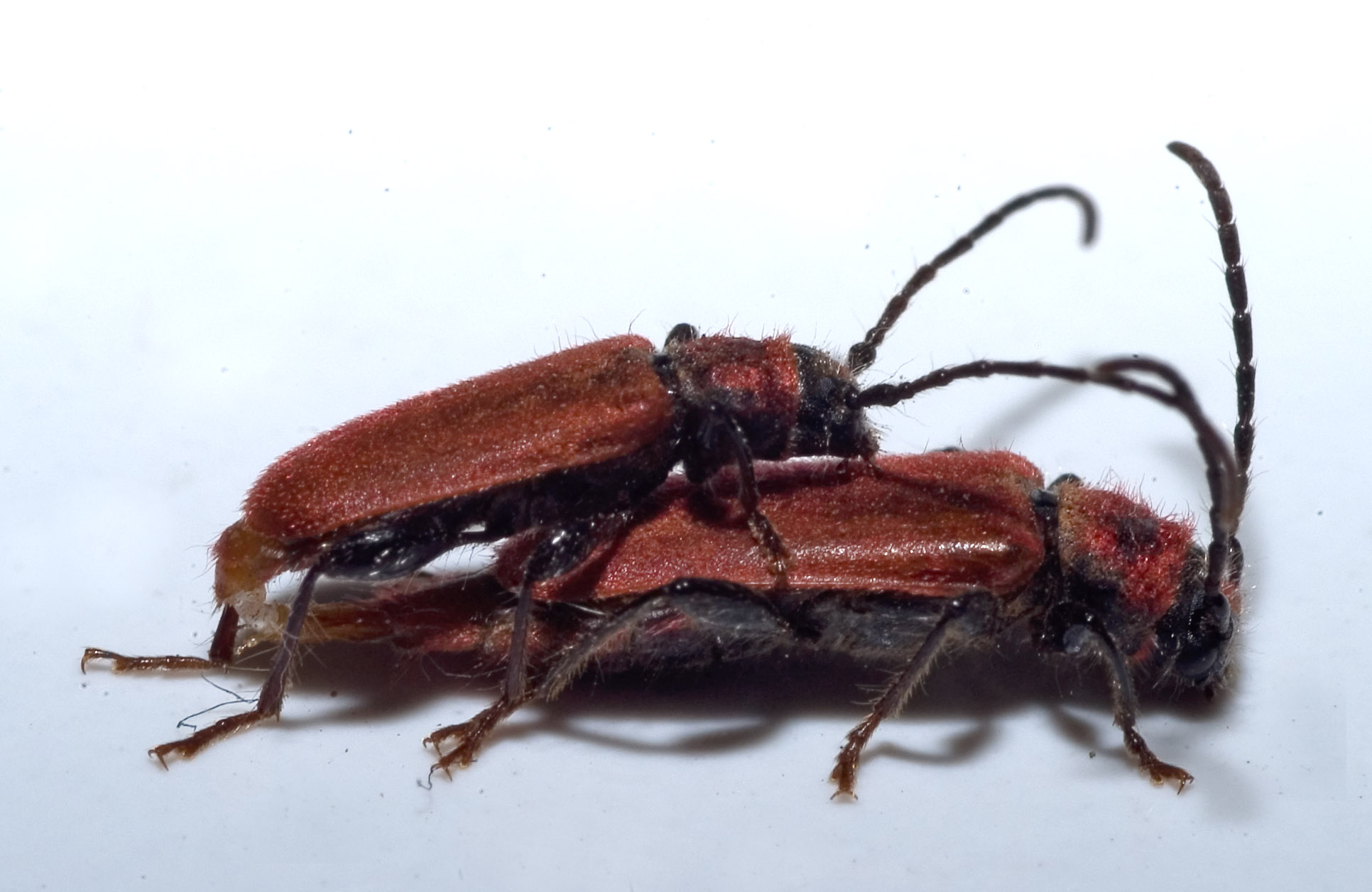
La femelle est deux fois plus grosse que le mâle.

### Imago
Pyrrhidium sanguineum mesure 8 à 12 mm de long.
Il a un corps de couleur noire à brun-noir et des élytres jaunes à jaune-brun recouverts comme le pronotum de poils rouge vif.
Les antennes ont la longueur du corps chez les mâles, la moitié chez les femelles qui sont toutefois beaucoup plus grandes que les mâles, de sorte qu'ils ont finalement des antennes de même taille.

### Larve
La larve se caractérise par des rainures longitudinales prononcées. Elle ressemble aux larves de Callidium.

## Habitat

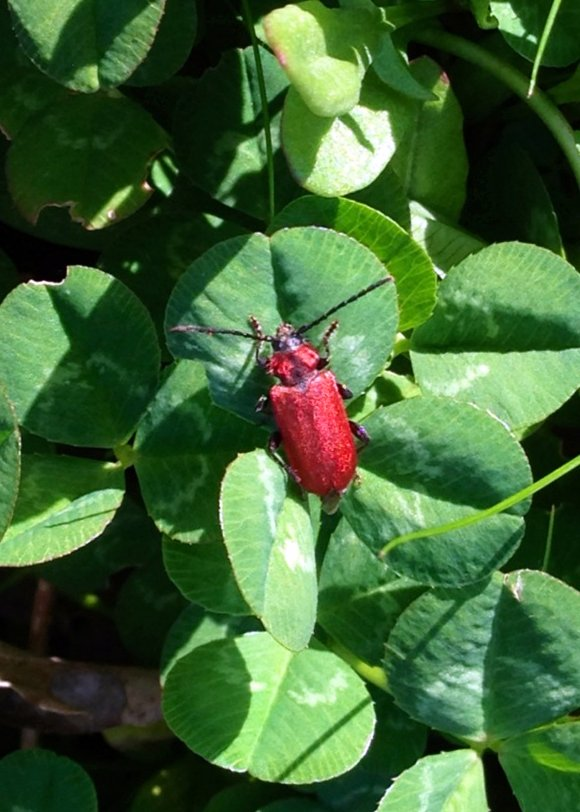
Callidie sanguine sur une feuille de trèfle.

On les trouve d'avril à juin dans une grande partie de l'Europe, en Afrique du Nord, en Asie du Sud, en Amérique du Nord dans les forêts de feuillus (principalement de chênes), les jardins et également à proximité des chantiers forestiers.
Ces coléoptères xylophages apparaissent fréquemment pendant l'hiver dans le bois de chauffage, lorsqu'il est conservé pendant plusieurs jours dans des pièces chauffées.
Pour le bois utilisé dans les bâtiments, ce coléoptère ne constitue pas un danger car le bois est trop sec. Le Pyrrhidium n'est en effet attiré que par les bois coupés de l'année, et surtout non écorcés.

## Biologie
Les œufs se logent dans les fissures de grosses branches de chêne ou d'autres arbres à feuilles caduques (hêtre, charme, orme, châtaignier, bouleau ou arbres fruitiers).
La larve se développe dans l'écorce puis pénètre ensuite jusqu'à 15 mm de profondeur dans le bois où la nymphe peut séjourner un à deux ans.
Les imagos vivent sur les arbres.